# Mihai Viteazu (Constanța)
Mihai Viteazu é uma comuna romena localizada no distrito de Constanţa, na região de Dobruja. A comuna possui uma área de 206.22 km² e sua população era de 3466 habitantes segundo o censo de 2007.